# Turkiets herrlandslag i basket
Turkiets herrlandslag i basket, kallade "12 Dev Adam" (svenska: 12 jättarna), representerar Turkiets herrsida i basket i internationella sammanhang. Lagets största framgång är EM-silvret från 2001 och VM-silvret på hemmaplan 2010. Förbundskapten är serben Bogdan Tanjević.

## Historia
Turkiet mästerskapsdebuterade vid EM 1949 där de slutade på fjärde plats.
Laget åstadkom hyggliga resultat i Europamästerskapen på 1950-talet men på hemmaplan 1959 blev det ett stort fiasko med idel förluster.
Turkiet hade svårt att hänga med de kommande åren och inte förrän på 1990-talet kom man upp i världseliten igen.
Vid EM 1999 gick laget till kvartsfinal efter att ha slagit bland annat Tyskland, men åkte ut mot Frankrike efter förlust med 63–66.
2001 arrangerade man EM igen och gick överraskande hela vägen till final efter att ha vunnit mot bland annat Spanien och Tyskland. I finalen förlorade man dock mot ett Jugoslavien lett av NBA-proffset Predrag Stojaković.
2002 VM-debuterade Turkiet i USA. Turkiet slutade nia men besegrade bara sämre nationer.
I VM 2006 gjorde laget succé genom att besegra Litauen i gruppspelet och gå till kvartsfinal. Dessutom hade laget några av sina bästa spelare borta från den turneringen.
Turkiet arrangerade själva VM 2010 och vann där silver efter att ha förlorat mot USA i finalen.

## Meriter
- EM-silver: 2001
- VM-silver: 2010

## Kända spelare
- Can Bartu
- Hüseyin Beşok
- Hüsnü Çakırgil
- Harun Erdenay
- Murat Evliyaoğlu
- Ersan İlyasova
- Mehmet Okur
- Kerem Tunçeri
- Mirsad Türkcan
- Hidayet Türkoğlu